# Gustave Coppieters
Pour les articles homonymes, voir Coppieters.
Gustave Coppieters, né le 27 avril 1840 à Ypres et mort le 17 octobre 1885 à Schaerbeek, est un peintre et essayiste belge.
Son champ pictural, de facture romantique, teintée de réalisme, couvre essentiellement les peintures d'histoire, les scènes de genre, les portraits et les marines. 
Gustave Coppieters laisse Posthuma, un recueil de ses impressions sur les lettres, la peinture et la musique.

## Biographie

### Famille
Gustave (Gustave Xavier Marie Ghislain) Coppieters, né le 27 avril 1840 à Ypres, est le fils d'Henri Louis François Coppieters (1801-1878), docteur en médecine et de Marie Joséphine Constance Rycx (1814-1875). Il épouse à Gand le 24 août 1875 Aline Pauline Mathilde Marie Denayere (1850-1923). Le couple a deux fils : Daniel Coppieters (1876-1951), homme de lettres et Albéric Coppieters (1878-1902), artiste peintre. Veuve, Aline Denayere se remarie en 1890 avec le sculpteur Paul De Vigne (1843-1901).

### Formation
Gustave Coppieters est, de 1861 à 1865, étudiant à l'Académie royale des beaux-arts de Bruxelles, où il remporte le premier prix de composition historique. Il parfait ensuite sa formation dans l'atelier du peintre Jean-François Portaels avant de se rendre à Rome, où il se lie d'amitié avec le sculpteur Paul De Vigne et le peintre André Hennebicq.

### Carrière
La carrière picturale de Gustave Coppieters commence au Salon de Gand de 1871, où il envoie Dans un jardin à Rome. Il expose ensuite à cinq salons triennaux belges, de même qu'à l'Exposition universelle de 1878 à Paris.
Gustave Coppieters laisse Posthuma, un recueil de ses impressions sur les lettres, la peinture et la musique, publié en 1886, où transparaît son humour et son sens de l'observation au sujet de ses contemporains,.
Le 17 octobre 1885, Gustave Coppieters meurt subitement d'une crise cardiaque, à l'âge de 45 ans, rue du Progrès, no 149 à Schaerbeek. La presse belge publie plusieurs articles à ce sujet. Les journalistes rappelant que trois mois auparavant, Franz Liszt effectuait une visite à Hal dans la villa de la famille du musicien Joseph Servais. Il était accompagné par deux autres musiciens : Juliusz Zarębski et Victor Lynen, de même que par Gustave Coppieters. Servais, après avoir raccompagné Liszt à la gare, revient chez lui et surprend Zarębski jouant au piano la Marche funèbre de Chopin, ce qui lui paraît incongru pour conclure une journée amicale et festive. Le lendemain, Lynen apprend la mort de son frère, noyé près de Berlin lors d'une partie de canotage, tandis que Liszt apprend la mort d'un proche. En août, c'est Servais qui meurt, suivi en septembre par Zarębski et en octobre par Coppieters,.

## Œuvre

### Caractéristiques

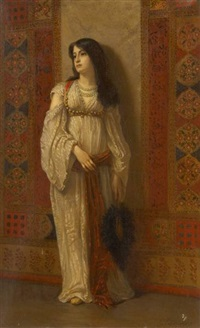
Jeune orientale à l'éventail.

Son champ pictural, de facture romantique, teintée de réalisme, couvre essentiellement les peintures d'histoire, les scènes de genre, les portraits et les marines. 

### Expositions
- Salon de Gand (XXVIIIe) de 1871 : Dans un jardin à Rome[5].
- Salon de Bruxelles de 1872 : Portrait d'enfant[6].
- Salon de Gand de 1874 (XXIXe) : Procession surprise par la pluie[7].
- Salon d'Anvers de 1876 : Le Bourgeois et la mort, danse macabre (projet de décoration pour une salle-à-manger)[8].
- Salon de Bruxelles de 1881 : Étude[9].
- Salon de Gand de 1883 (XXXIIe) : Tempête à Wenduyne et Tête de femme[10].